# Liste des ambassadeurs de Chine en Guinée
L'ambassadeur de Chine en Guinée est le représentant officiel de la République populaire de Chine auprès de la République de Guinée.

## Liste des représentants
| Désigné/Accrédité | Ambassadeur    | langue chinoise zh:中国驻几内亚大使列表 | Observations | Premier ministre du Conseil des affaires de l'État de la république populaire de Chine | Liste des Premiers ministres de Guinée | Date de fin    |
| ----------------- | -------------- | --------------------------------------- | --- | -------------------------------------------------------------------------------------- | -------------------------------------- | -------------- |
| mars 1960         | Ke Hua         | zh:柯華 (外交官)                        | Ke Hua | Zhou Enlai                                                                             | Ahmed Sékou Touré                      | mai 1964       |
| septembre 1964    | Chai Zemin     | zh:柴泽民                               | | Zhou Enlai                                                                             | Ahmed Sékou Touré                      | juin 1967      |
| juin 1969         | Han Kehua      | zh:韩克华                               | (* 1 September 1919; † March 2003) Deputy Minister of Foreign Affairs of the People's Republic of China Han Kehua                         | Zhou Enlai                                                                             | Ahmed Sékou Touré                      | juin 1974      |
| Aout 1974         | Qian Qichen    | zh:钱其琛                               | concurrently accredited in Bissau (Guinea-Bissau).                                                                                        | Zhou Enlai                                                                             | Louis Lansana Béavogui                 | Novembre 1976  |
| février 1977      | Peng Hua       | zh:彭华 (外交官)                        | | Hua Guofeng                                                                            | Louis Lansana Béavogui                 | octobre 1980   |
| avril 1981        | Kang Xiao      | zh:康晓                                 | | Zhao Ziyang                                                                            | Louis Lansana Béavogui                 | décembre 1983  |
| octobre 1984      | Yu Huimin      | zh:禹惠民                               | | Zhao Ziyang                                                                            | Diarra Traoré                          | mars 1990      |
| mai 1990          | Jiang Xiang    | zh:江翔                                 | * From September 1986 to January 1990 he was ambassador to Burkina Faso.                                                                  | Li Peng                                                                                | Diarra Traoré                          | avril 1994     |
| mai 1995          | Kong Minghui   | zh:孔明辉                               | | Li Peng                                                                                | Diarra Traoré                          | février 1998   |
| mars 1998         | Xu Mengshui    | zh:许孟水                               | - From December 2000 to December 2003 he was ambassador to Cameroon. - From January 2004 to February 2006 he was ambassador in Mauritius. | Zhu Rongji                                                                             | Sidya Touré                            | octobre 2000   |
| novembre 2000     | Shi Tongning   | zh:石同宁                               | * From February 1998 to October 2000 he was ambassador to Burundi.                                                                        | Zhu Rongji                                                                             | Lamine Sidimé                          | Avril 2001     |
| Aout 2001         | Gao Kexiang    | zh:龚元兴                               | - From December 2006 till May 2009 he was ambassador to Rabat (Morocco) - From November 2009 to August 2012 he was ambassador to Senegal. | Zhu Rongji                                                                             | Lamine Sidimé                          | janvier 2004   |
| février 2004      | Liu Yukun      | zh:刘玉坤                               | (* January 1953 in Shanghai) - From September 16, 2013, to December 2010, he was ambassador to Tunisia.                                   | Wen Jiabao                                                                             | François Lonseny Fall                  | septembre 2006 |
| novembre 2006     | Huo Zhengde    | zh:火正德                               | | Wen Jiabao                                                                             | Cellou Dalein Diallo                   | octobre 2010   |
| octobre 2010      | Zhao Lixing    | zh:赵立兴                               | 01 in Liaoning) | Wen Jiabao                                                                             | Jean-Marie Doré                        | novembre 2013  |
| novembre 2013     | Bian Jianqiang | 卞建强                                  | | Li Keqiang                                                                             | Mohamed Said Fofana                    |                |